# Granicus Valles
Granicus Valles é um vale no quadrângulo de Amenthes em Marte, localizado a 30° latitude norte e 229° longitude oeste.  Sua extensão é de 750 km e recebeu um nome antigo de um rio na Turquia. 